# Чарльз Едвард Гласс
Чарльз Е́двард Гласс (англ. Charles Edward Glass; нар.24 травня 1934, Нью-Йорк — пом.23 лютого 1998, Сан-Міґель-де-Альєнде, Мексика) — американський збирач та дослідник кактусів, засновник і редактор періодичного друкованого видання Американського товариства любителеів кактусів і сукулентів (англ. Cactus and Succulent Society of America) «Cactus and Succulent Journal» протягом 27 років з 1966 по 1992 рік.

## Наукова діяльність
Більшість таксонів Чарльз Едвард Гласс описав в період між 1966 і 1992 роками спільно з Робертом Аланом Фостером (англ. Robert Alan Foster, 1938—2002).
Першою рослиною, описаною в 1966 році Чарльзом Глассом була Mammillaria saboae. Вона була названа на честь його друга Кітті Сабо.
Збирач рослин під акронімом GL.
Разом з Робертом Фостером (англ. Robert Foster) працював під акронімом GL & F, а також під акронімом MS — разом з Сьєрра Маркосом (англ. Marcos Sierra & Charlie Glass).
Гласс і Волтер Альфред Фіц-Моріс (англ. Walter Alfred Fitz Maurice) першими описали рід Geohintonia (Glass & Fitz Maurice 1991). Остання рослина, яку в 1992 році описав Чарльз Едвард Гласс (спільно з Уолтером Альфредом Фіц-Морісом) був сенсаційний Aztekium hintonii. Вони назвали його на честь першовідкривача цієї рослини, Джорджа Себастьяна Хінтона.
У 1991 році він переїхав до Мексики як куратор кактусів та інших сукулентів і гербарію в Ель-Чарко-дель-Інґеніо, ботанічних садів в Сан-Міґель-де-Альєнде в штаті Гуанахуато, Мексика.
Він випустив безліч книг, в тому числі ілюстровану енциклопедію кактусів, в співавторстві з Клайвом Іннесом.
Чарльз Гласс брав активну участь в Американській спілці кактусів і сукулентів (англ. The Cactus and Succulent Society of America, CSSA). Чарльз став членом Міжнародної організації з вивчення сукулентних рослин (IOS) в 1964 році.
Ботанічні таксони, які він описав, в ботанічній номенклатурі позначені скороченням Glass.
Чарльз Гласс раптово помер від серцево-легеневої недостатності в Сан-Міґель-де-Альєнде 23 лютого 1998 року.

## Вшанування пам'яті
На честь Чарльза Гласса названа, відкрита у 1968 році Робертом Фостером Mammillaria glassii.